# 安東政季
安東 政季（あんどう まさすえ、生年不詳 - 1488年9月15日（長享2年8月10日））は、日本の戦国時代の武将で陸奥、蝦夷地、出羽の豪族。檜山系安東氏の第4代当主。初名を師季（もろすえ）といった。安藤重季（しげすえ）の子で安東忠季の父と伝えられるが異伝も多い。

## 概要
安東氏は元々陸奥津軽十三湊付近を根拠とし、蝦夷地との交易を中心とした海上交通に従事する海の豪族であった。安藤盛季（檜山系初代）の代に至り、弟を分家させ、出羽秋田郡まで勢力を拡げ、檜山系第2代安藤康季の時代には後花園天皇からも奥州十三湊日之本将軍と認められるなど、勢威を振るったが、康季の子義季は、南部氏との抗争に敗れ戦死し、ここに安東氏の直系下国家は一旦絶えた。
詳細な経緯は不明であるが、盛季の弟潮潟四郎道貞（みちさだ）の子・重季の子であった師季は、義季の養子を名乗り直ちに下国家を再興。入間田宣夫は、南部氏により下北半島に所領を与えられ「安東太」を称したものであり、南部氏が師季を傀儡とし北方海域の各地に広く分布していた安藤氏の同族を掌握したため、北方海域の安定化と幕府権威の浸透につながったとしている。
1454年（享徳3年）、南部氏との戦いに破れると武田信広とともに下国家の勢力圏であった蝦夷地に渡り、被官であり娘婿であった上ノ国花沢館の蠣崎季繁に身を寄せた。武田信広は後に蠣崎季繁の養女となった師季の娘（一説に師季弟家政女とも）と婚姻している。
1456年（康正2年）、師季は茂別館館主の安東家政（下国守護）、義季の弟とも伝えられる大館館主の下国定季（松前守護）、花沢館館主の蠣崎季繁（上国守護）の3名を「守護」に任じ、分家で秋田郡の領主であった秋田城介安東尭季（惟季）の招きに応じ、秋田小鹿島（現秋田県男鹿市）に移り、間もなく秋田河北地方（後の檜山郡、現秋田県能代市）の葛西秀清（葛西氏の一族の者か）を滅ぼし、檜山城を築城して本拠とした。
その後は南部氏から津軽の回復を図り、室町幕府の将軍・足利義政の偏諱を受けて師季から政季と改名し、勢力拡大に努めるが、1488年9月15日（長享2年8月10日）河北糠野城で家臣の長木大和の謀反にあい自死したと伝えられている。
なお、師季の蝦夷地退転の翌年にコシャマインの戦いが発生している。
また、1482年（文明14年、成宗13年）の夷千島王遐叉の朝鮮遣使を政季によるものとする見解を村井章介、海保嶺夫、遠藤巌などが唱えている。

## 主要家臣
- 安東家政
- 安東定季（下国定季）
- 相原政胤
- 相原季胤（政胤の子）
- 相原吉胤（季胤の弟）
- 岡部季澄
- 蠣崎季繁（娘婿）
- 河野政通
- 河野季通
- 武田信広
- 村上政儀
- 村上季儀（政儀の子、娘は松前慶広室）

（補足）
上記のうち、「季」の字のつく人物は政季より偏諱を受けた者と推測される。また、県史シリーズ『北海道の歴史』（参考文献掲載）によれば、上記の一部の人物にみられる「政」の字も政季が与えたものとしている。
上記の人物に見られる特色として、相原氏（房総千葉氏支流）、河野氏（伊予）、武田氏（若狭）、村上氏（信濃）と、陸奥国とは大きくかけ離れた場所に出自を持つ人物が各地から政季の許に集まっていることが言える。